# Tyrian
Tyrian es un matamarcianos de desplazamiento vertical para MS-DOS desarrollado por World Tree Games Productions y publicado en 1995 por Epic MegaGames.
El juego fue oficialmente lanzado como freeware en 2004, y los gráficos estuvieron hechos disponibles bajo una licencia abierta en abril de 2007.
Tyrian fue programado por Jason Emery, ilustrado por Daniel Cook, y su música compuesta por Alexander Brandon y Andras Molnar.

## Jugabilidad
Tyrian es un Matamarcianos de desplazamiento vertical.
El jugador controla una de las naves espaciales con varias armas adjuntas (una sola tecla basta para disparar armas frontal y trasera, las otras 2 armas se activan con sus respectivas teclas). La nave es destruida si su nivel de armadura (HP, escrito ARMOR en inglés) cayera a 0, pero el daño es bloqueado por su nivel de escudo (E-SHIELD o SHIELD) que se regenera. Al lado derecho de la pantalla, aparece la misión o dirección. En el borde inferior se muestran las advertencias a los jugadores frente a jefes u obstáculos. Si el nivel de armadura cae a niveles críticos, aparece una nave que, al destruirla, contiene un kit de reparaciones.

### Dificultad
Tyrian tiene 6 dificultades: Easy, Normal, Hard, y 3 ocultas: Impossible, Suicide y Lord of the Game. Ciertos niveles fueron cambiados para Hard o mayor, además de la niebla de guerra que evita ver al enemigo al lado o atrás de la nave del jugador. Al terminar el juego, al jugador se le entrega la clave para activar el modo super arcade, además de rejugar a mayor dificultad.

### Juego completo
El modo principal es el modo historia. Los enemigos dejan caer cubos de datos conocidos como Datacubes, además de aumentar la puntuación que sirve como dinero de juego, en donde, antes de la batalla, hay una tienda que puede comprar naves (afecta su armadura), armas, escudos y generadores.
Las armas están divididas en frontales, traseras y laterales. La mayoría de las armas traseras incluye dos modos de ataque. Las armas principales suelen ser cañones, láser, misiles, o bombas. Ambas armas solo se pueden llegar al nivel 11, aumentando el costo cada nivel.
Las armas laterales tienen varios métodos: algunas como misiles tienen stock que se recargan con energía (SP), otras como láser deben esperar la carga antes de disparar y algunas (como volcanes) pueden usar en conjunto con las principales.
Los generadores afectan la energía de las naves, tanto para atacar a enemigos como para recargar escudos y armas laterales.
El juego en sí tiene rutas alternativas, en donde el jugador elige el campo de batalla, ya sea planetas o asteroides. Ciertos enemigos u objetos dejan caer esferas doraras que, al tomarlas, se accede a las rutas secretas.

### Arcade
En el modo arcade, los enemigos dejan caer esferas de nivel que puede aumentar una vida (MAX 10), armas y mejoras (E-SHIELD y generadores no). No hay rutas alternativas (exc. rutas secretas).

### Arcade de 2 jugadores
En este modo, 2 jugadores controlan su nave, en donde se combina para crear una sola, en donde el jugador 1 controla la nave y el jugador 2 usa una torreta. Se puede separar en cualquier momento. Es posible jugar en línea a este modo.

### Batalla con tiempo
Con el lanzamiento de Tyrian 2000, se elige un campo de batalla (Deliani, Space station y Savara) y elimina al jefe antes de que se acabe el tiempo.

### Super arcade
Al terminar uno de los modos juego completo o arcade, aparece una clave para ingresar en la pantalla de título (las claves de otras naves req. completar Super Arcade de la nave anterior). Son 7 en total (9 en Tyrian 2000).

### Super Tyrian
Al ingresar "engage" en la pantalla de título, se activa este modo, se desactivan ciertas trampas, la dificultad se cambia a Lord of Game (o Suicide si la tecla Scroll Lock se mantiene presionada) y se activa la niebla de guerra.

### Minijuegos
Existen ciertos minijuegos: Zinglon's Ale (episodio 1), Zinglon's Squadrons (episodio 3), Zinglon's Revenge (episodio 4) y Destruct, este último se ingresa en la pantalla de título y recuerda al minijuego Scorched Earth.

## Versiones y relanzamientos

### Tyrian
La versión 1.0 era originalmente lanzada como shareware, el cual consta del episodio 1 del juego.
La versión 1.1 incluye lo siguiente:
- Soporte para DMA 3 y puerto MIDI 300
- Arreglos de errores de control
- Arreglos de errores de runtime y bloqueos aleatorios
- Niveles y naves arregladas

La versión 1.1 era la primera publicación como versión registrada, consta de primeros 3 episodios. Además,  incluye el editor de naves, el cual era más tarde disponible como descarga separada.
La versión 2.0 añadió lo siguiente:
- Episodio 4 adicional (An End to Fate) en la versión registrada
- Modo de dos jugadores
- Naves y armas nuevas
- Nuevos modos de juego: Super Tyrian
- Nueva dificultad: Lord of Game
- Se alterarón los niveles y la tienda para los episodios anteriores
- Juegos de bonificación nuevas: Zinglon's Ale (episodio 1), Zinglon's Squadrons (episodio 3), Zinglon's Revenge (episodio 4)

La versión 2.01/2.1, versión utilizada para OpenTyrian, tiene estos cambios:
- Arreglos de errores en el teclado
- Modo de Navidad, activado al empezar el juego en diciembre

### Tyrian 2000 (3.0)
En 1999, Tyrian era relanzado como Tyrian 2000, el cual incluye un quinto episodio adicional y corrección de errores.
Las naves adicionales incluyen Phoenix II, Storm, Red Dragon, Pretzel Pete Truck (del juego de Pretzel Pete publicado por XSIV Games). El datacube TRANSMISSION SOURCE: Epic Megagames fue renombrado a TRANSMISSION SOURCE: XSIV Games con anuncios de juego de Pretzel Pete (aun así, otras referencias a los títulos de Epic Megagames permanecen).

### Entregas canceladas
Hubo dos entregas canceladas para Game Boy y Game Boy Advance.